# Peace on Earth
Peace on Earth – piosenka rockowej grupy U2, pochodząca z jej wydanego w 2000 roku albumu, All That You Can’t Leave Behind. Została napisana pod wpływem ataków bombowych w Irlandii, które miały miejsce 15 sierpnia 1998 roku.
Piosenka zawiera imiona ludzi (Sean, Julia, Gareth, Anne i Breda), którzy zginęli w wyniku zamachów. Inspiracją fragmentu tekstu: „She never got to say goodbye / To see the colour in his eye / Now he's in the dirt” był pogrzeb Jamesa Barkera, poległego w tychże zamachach.
Po zamachach na World Trade Center i Pentagon 11 września 2001 roku, piosenka nabrała dodatkowego znaczenia i wyrazu. Od tego czasu, „Peace on Earth”, wraz z „Walk On”, wykonywana była w czasie bisów w ramach koncertów trasy Elevation Tour. Te dwa utwory zostały połączone i zagrane przez grupę podczas charytatywnego koncertu America: A Tribute to Heroes.